# Петер Схілпероорт
Пе́тер Схілперо́орт (нід. Peter Schilperoort; нар. 4 листопада 1919, Гаага — пом. 17 листопада 1990, Лайдердорп) — нідерландський джазовий музикант, відомий своєю роботою з Dutch Swing College Band і проектами з іншими музикантами; саксофоніст, кларнетист, гітарист. Також грав на банджо. З 1960 року почав грати в стилі діксіленд. Саме як Dixieland revival band його колектив набув широкої популярності.